# Mahmud II. (Iran)
Mughith ad-Dunya wa-d-Din Abu l-Qasim Mahmud (II.) ibn Muhammad ibn Malik-Schah (Muġīṯ ad-Dunyā wa-’d-Dīn Abū ’l-Qāsim Maḥmūd b. Muḥammad b. Malik-Šāh; * 1104/1105; † 10. September 1131 in Hamadan) war ein Sultan aus der Dynastie der Seldschuken. Im Jahre 1118 auf den Thron gekommen, regierte er von 1119 bis zu seinem Tod als Vasall des obersten Sultans Sandschar Westiran und den Irak.
Mahmud wurde als ältester Sohn Muhammads I. (reg. 1105–1118) testamentarisch zum Thronerben bestimmt und folglich zum Sultan des großseldschukischen Reiches gekrönt. Sein seit 1097 über Ostiran (Churasan) herrschender Onkel Sandschar war jedoch nicht bereit, Mahmud als neues Dynastieoberhaupt anzuerkennen. Er erklärte sich 1118 selbst zum Sultan und zog mit einem Heer in die Dschibal. Nahe Saveh kam es im August 1119 zu einer großen Schlacht, die Sandschar mit Hilfe von Kriegselefanten gewann. Mahmud floh zunächst nach Isfahan.
Es folgten Verhandlungen, in denen Sandschars Mutter Safiyya-Chatun, Mahmuds Großmutter, durchsetzte, dass dem Besiegten vergeben wurde und er die Herrschaft (inkl. Sultanstitel) über die westliche Reichshälfte behalten durfte. Mahmud musste jedoch zu seinem Onkel nach Rey kommen, sich unterwerfen und Sandschar – dessen Tochter er zur Frau bekam – fortan als seinen Oberherrn (mit dem Titel „größter Sultan“) in der Chutba und auf den Münzen anerkennen, was er auch tat. Zudem verlor Mahmud die Provinz Rey sowie weitere Gebiete am Kaspischen Meer.
Mahmuds Autorität wurde wiederholt von seinen Brüdern, vor allem von Mas'ud und Toghril infrage gestellt. Beide kontrollierten als untergeordnete Teilherrscher wichtige Provinzen und lehnten sich ebenso wie einige Emire und Lokalfürsten gegen Mahmud auf. Hinzu kamen Finanzprobleme, die den Sultan zwangen, viel Land als Iqta (d. h. persönliches Lehen) an seine Gefolgsleute zu vergeben. So wurde Zengi 1127 Atabeg von Mosul.
Zu Mahmuds Regierungszeit hörte Georgien unter David IV. auf, Tribut an die Seldschuken zu zahlen; ein Vorstoß Mahmuds nach Schirwan (1123) konnte hieran nichts ändern.
1126/1127 ging Mahmud gegen Bagdad vor, wo die Abbasidenkalifen dabei waren, ihre Selbstständigkeit zurückzuerlangen. 1128 marschierte Sandschar aufgrund von Intrigen erneut nach Rey, aber auch dieses Mal endete der Konflikt mit einer Versöhnung.
Sultan Mahmud II., ein großer Liebhaber von Jagdvögeln, Jagdhunden und Geparden, galt als gerecht, vernünftig und gelehrt. Er starb am 10. September 1131 im Alter von 27 Jahren. Sein Tod löste abermals Machtkämpfe aus; Sandschar installierte Toghril II. als neuen Vasallensultan des Iraks.
Mahmud hinterließ mehrere Töchter und Söhne, darunter künftige Sultane:
- Dawud (reg. 1131/32)
- Malik-Schah III. (reg. 1152/53)
- Muhammad II. (reg. 1153–1160)
- Alp-Arslan
- Farruch-Schah
- Chaghri-Schah
- Gauhar-Nasab
- Terken-Chatun

| Personendaten    | Personendaten                                        |
| ---------------- | ---------------------------------------------------- |
| NAME             | Mahmud II.                                           |
| ALTERNATIVNAMEN  | Mahmud ibn Muhammad ibn Malik-Schah                  |
| KURZBESCHREIBUNG | Seldschuken-Sultan im westlichen Persien und im Irak |
| GEBURTSDATUM     | 1104 oder 1105                                       |
| STERBEDATUM      | 10. September 1131                                   |
| STERBEORT        | Hamadan                                              |